# Vernonia brachylepis
Vernonia brachylepis là một loài thực vật có hoa trong họ Cúc. Loài này được Griseb. miêu tả khoa học đầu tiên năm 1879.